# 川芎
川芎（せんきゅう）は、中国北部原産で秋に白い花をつけるセリ科の多年草センキュウCnidium officinaleの根茎を、通例、湯通しして乾燥したものである。
本来は藁本（こうほん）・芎窮（きゅうきゅう）と呼ばれていたが、四川省のものが優良品であったため、この名称になったという。日本では主に北海道で栽培される。断面が淡黄色または黄褐色で、刺激性のある辛みと、セロリに似た強いにおいがある。主要成分としてリグスチリドなどがあげられる。

## 効用
現在の分析では鎮痙剤・鎮痛剤・鎮静剤としての効能が認められ、貧血や月経不順、冷え性、生理痛、頭痛などに処方されている。
漢方では当帰芍薬散に配合され婦人病、いわゆる血の道の薬としてよく用いられる。また当帰・川芎・芍薬・熟地黄からなる四物湯は、瘀血を去り、気血の流れをよくする薬としてよく使われている。